# Macroglenes varicornis
Macroglenes varicornis är en stekelart som först beskrevs av Alexander Henry Haliday 1833.  Macroglenes varicornis ingår i släktet Macroglenes och familjen puppglanssteklar. Arten är reproducerande i Sverige. Inga underarter finns listade i Catalogue of Life.